# Renate Steinitz
Renate Steinitz (* 18. Februar 1936 in Leningrad, UdSSR; † 9. Oktober 2019 in Berlin) war eine deutsche Linguistin und Autorin.

## Leben
Bis zu ihrer Pensionierung war Steinitz als Sprachwissenschaftlerin an der Akademie der Wissenschaften der DDR, später am Zentrum für Allgemeine Sprachwissenschaft der Geisteswissenschaftlichen Zentren Berlin tätig und publizierte dort über deutsche Grammatik. Sie war Mitherausgeberin der postum veröffentlichten Werke ihres Vaters, des Sprachwissenschaftlers und Ethnologen Wolfgang Steinitz.

## Werke (Auswahl)
- Der Status der Kategorie „Aktionsart“ in der Grammatik (oder: Gibt es Aktionsarten im Deutschen?) (= Linguistische Studien / Reihe A / Arbeitsberichte; 76). Verlag Akademie der Wissenschaften der DDR, Zentralinstitut für Sprachwissenschaft, Berlin, 1981, DNB 820252972.
- Wolfgang Steinitz: Ostjakologische Arbeiten, Band 4: Beiträge zur Sprachwissenschaft und Ethnographie (= Ianua linguarum / Series practica; 257). Hrsg. von Gert Sauer und Renate Steinitz. Akademie-Verlag, Berlin, 1980, ISBN 3-111-9838-2X, DNB 810216744.
- mit Ewald Lang: Adverbial-Syntax (= Studia Grammatica; 10). Akademie-Verlag, Berlin, 1969. 4. Auflage 1988, ISBN 3-05-000488-6.